# フォックス・フィルム
フォックス・フィルム・コーポレーション（Fox Film Corporation）は、ウィリアム・フォックスが1915年2月1日に設立したアメリカの映画製作会社である。この会社は、彼が設立したグレーター・ニューヨーク・フィルム・レンタル・カンパニー（Greater New York Film Rental Company）とボックス・オフィス・アトラクションズ・フィルム・カンパニー（Box Office Attractions Film Company）の後継会社である。
最初の映画スタジオはニュージャージー州フォートリーに設置されたが、1917年、ウィリアム・フォックスはソル・M・ワーツェルをカリフォルニア州ハリウッドに派遣し、映画製作に適した気候の西海岸に新設したスタジオの監督に就任させた。1926年7月23日、音をフィルムに記録するムービトーン・サウンド・システムの特許を購入した。
1929年のウォール街の大暴落の後、ウィリアム・フォックスは1930年に敵対的買収で会社の経営権を失った。新社長のシドニー・ケントのもと、新オーナーは1935年5月31日に20世紀ピクチャーズと合併して20世紀フォックスとなった。

## 歴史

### 背景

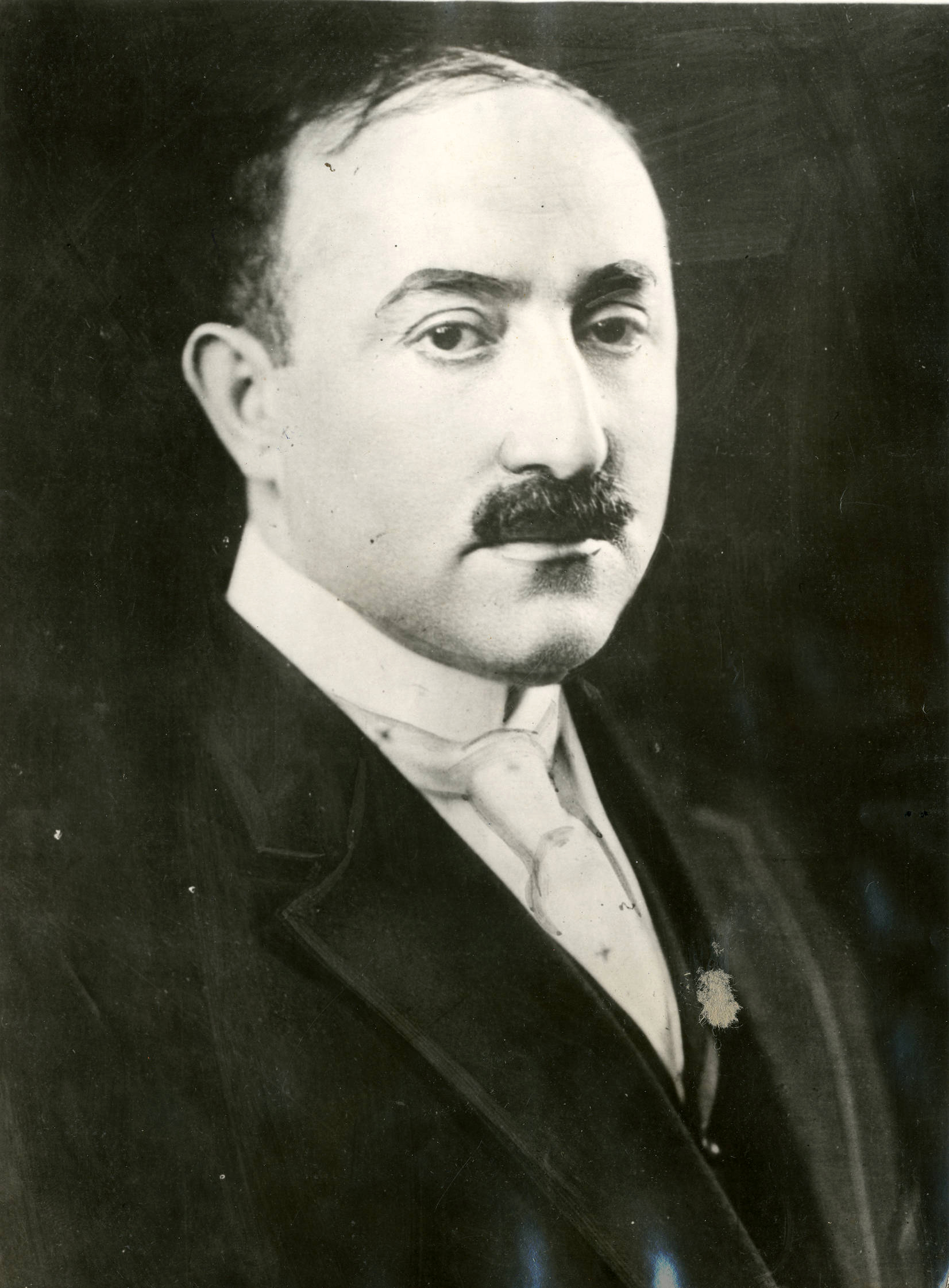
創設者ウィリアム・フォックス

ウィリアム・フォックスは、1904年にブルックリンのニッケルオデオンの3分の1の株を1,667ドルで購入し、映画産業に参入した。彼は最初の場所で得た利益を再投資して、市内の15の同様の場所に拡大し、当時の主要なスタジオからプリントを購入した。バイオグラフ、エッサネイ、カーレム、ルービン、パテ、シーリグ、フォノソン・コレス、ツェレテリ、ヴァイタグラフといった当時の主要スタジオからプリントを購入した。映画の上映と同時にボードビルの生中継を行って成功を収めたフォックスは、使われなくなったゲイエティ・シアターを購入したのを皮切りに、ニューヨーク市やニュージャージー州の音楽アカデミーなどを買収して、より大きな会場へと拡大していった。
さらにフォックスは、映画配給会社としてグレーター・ニューヨーク・フィルム・レンタル・カンパニーを設立し、映画産業への投資を行った。これに対し、大手映画会社は1908年にモーション・ピクチャー・パテント・カンパニー、1910年にジェネラル・フィルム・カンパニーを設立し、映画の製作と配給を独占しようとしていた。フォックスはこの独占に屈することなく、シャーマン反トラスト法に基づいて訴訟を起こし、最終的に37万ドルの和解金を得て、映画の長さや脚本に支払われる価格の制限を廃止した。
1914年には、ビジネスの幅を広げるため、社名をボックス・オフィス・アトラクションズ・フィルム・カンパニーに変更した。バルボア・アミューズメント・プロデューシング・カンパニーと契約し、彼らの映画をすべて購入してニューヨークの劇場で上映し、そのプリントを全国の興行主に貸し出した。また、ウィンザー・マッケイの初期のアニメーション映画『恐竜ガーティ』などの配給も行っていた。同年末、フォックスは他社に依存するのは得策ではないと判断し、ニュージャージー州フォートリーにあるエクレールのスタジオ施設とスタテンアイランドの土地を購入し、俳優やスタッフを手配した。映画スタジオとなり、社名もボックス・オフィス・アトラクションズ・カンパニーと短縮され、最初の作品は『Life's Shop Window』であった。

### フォックス・フィルム・コーポレーション

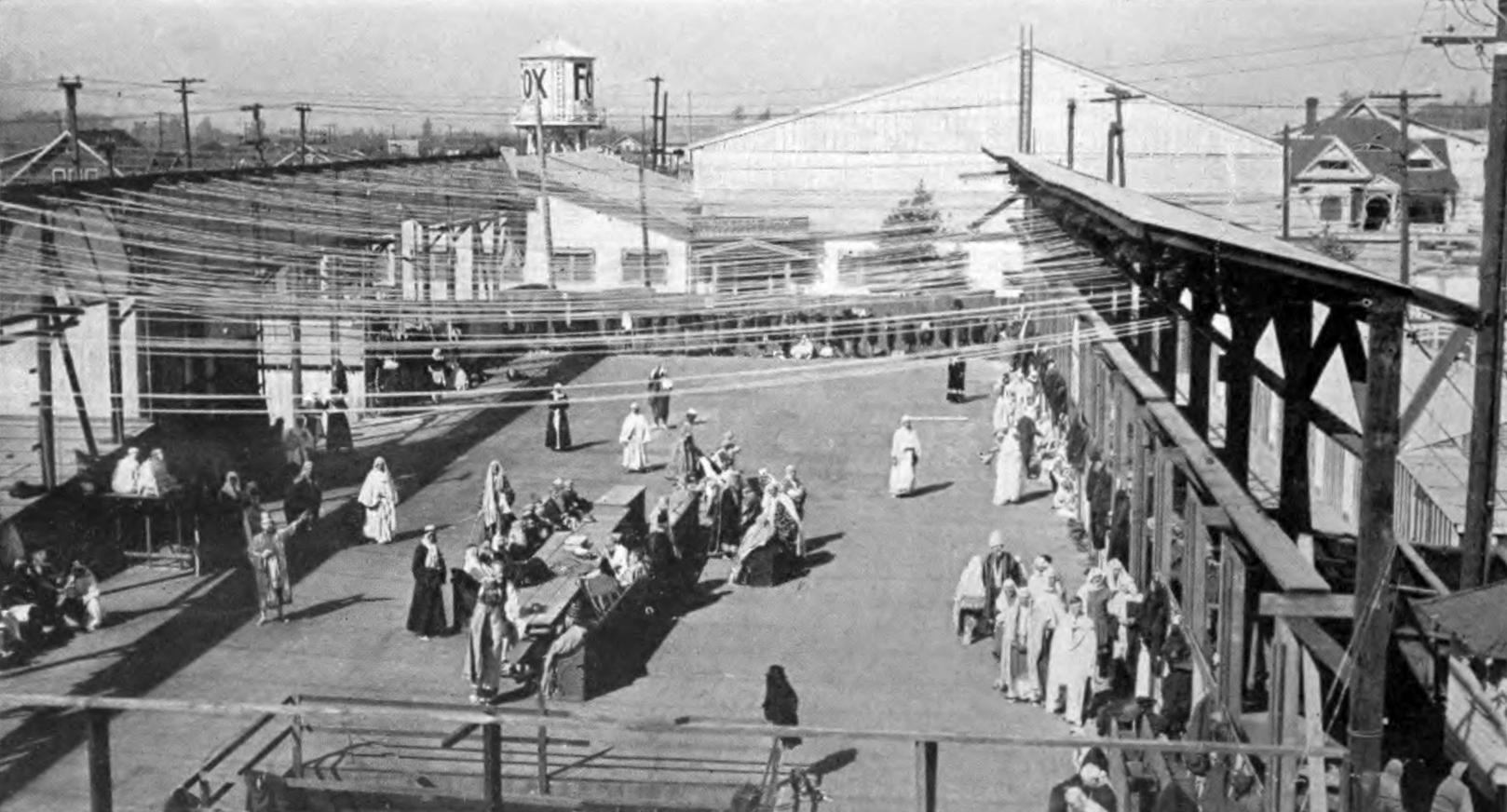
ノース・ウェスタン・アベニューにあるフォックス・スタジオのこの大きなステージは、セダ・バラの『Salomé』（1918年）のエルサレムの街のシーンで2,000人以上の人間が必要だったとき、男性用の楽屋として使われた。

興行師というよりも起業家としての側面が強かったフォックスは、映画は二の次で劇場の買収と建設に専念した。フォックスの最初の映画スタジオは、20世紀初頭にアメリカで初めて映画産業を興した他の多くの初期の映画スタジオと同様、フォートリーに設置された。
同年、1914年にカリフォルニアで映画製作を始めたフォックス・フィルムは、1915年に自社の常設スタジオの建設を決定した。1916年にウエスタン・アベニューとサンセット・ブールバードにスタジオが完成するまでは、セリグ・ポリスコープのロサンゼルス・エデンデールのスタジオを借りていた。1917年、ウィリアム・フォックスは、ソル・M・ウルツェルをハリウッドに派遣し、映画製作に適した環境である西海岸の制作施設を監督させた。1915年から1919年にかけて、フォックス・フィルムは、異国情緒を漂わせる独特の習慣から「ヴァンプ」と呼ばれたセダ・バラを起用した映画で数百万ドルを稼いだ。
音響技術の導入に伴い、フォックスはサウンド・オン・フィルム・プロセスの権利獲得に動いた。1925年から26年にかけて、フォックスはフリーマン・ハリソン・オーエンスの作品の権利、ドイツの3人の発明家が発明したトリ＝エルゴン・システムの米国での権利、セオドア・ケースの作品の権利を購入した。これにより、後に「フォックス・ムービートーン」と呼ばれるムービートーン・スタジオで開発されたムービートーン・サウンド・システムが誕生した。その年の後半には、音楽と効果音の入った映画の提供を開始し、翌年には週1回の「フォックス・ムービートーン・ニュース」の放送を開始し、1963年まで続いた。1926年、フォックスはビバリーヒルズの西にある広大な土地に300エーカー（1.2km2）の土地を取得し、当時としては最高の設備を備えたスタジオ「ムービートーン・シティ」を建設した。
ウィリアム・フォックスがニューヨークに残ることを選んだため、フォックス・フィルム・コーポレーションのハリウッド映画製作の多くは、代わりにフォックスの映画製作者が管理することになった。ジャネット・ゲイナーも、1920年代後半にはフォックス・フィルム社を代表するスターの一人となる。

### 衰退
ライバルのマーカス・ロウが1927年に亡くなると、フォックスはロウ家の持ち株を買い取ることを申し出た。ロウズ社は200以上の映画館とメトロ・ゴールドウィン・メイヤーの映画スタジオを所有していた。しかし、MGMスタジオのボスであるルイ・B・メイヤーとアーヴィング・タルバーグは、この買収に参加していなかったため、反発した。メイヤーは強力な政治的コネを使って、司法省の反トラスト部門に合併の最終承認を遅らせるよう要請した。ウィリアム・フォックスは、1929年の夏に自動車事故で重傷を負い、回復した頃には1929年の株式市場の暴落で財産のほとんどを失っていたため、司法省の反対がなくてもフォックスとロウの合併が承認される可能性はなくなっていた。
無理をして破産寸前まで追い込まれたフォックスは、1930年に彼の帝国を剥奪され、その後、贈収賄と偽証の容疑で刑務所に入ることになった。500以上の劇場を持つフォックス・フィルムは、管財人の手に渡った。銀行に頼まれての再建で一時は持ち直したが、すぐに規模の大きさにもかかわらず、フォックスが自立できないことが明らかになった。ウィリアム・フォックスは、自分が会社を追われたことを恨み、1933年に出版された『Upton Sinclair Presents William Fox』の中で、自分に対する積極的な陰謀であると描いている。

### 合併
新社長のシドニー・ケントのもと、新オーナーは1935年の早春、ジョセフ・M・シェンクとダリル・F・ザナックの2人が率いる新興の独立系映画会社である20世紀ピクチャーズとの交渉を開始した。両社はその春、20世紀フォックスとして合併した。1985年、ニューズ・コーポレーションが同社を買収し、2020年以降、その会社はディズニーの買収後に20世紀スタジオと名乗った。20世紀フォックスは長年にわたり、1915年に設立されたと主張していた。例えば、1945年を30周年としていた。しかし近年では、ほとんどの映画史家が1915年の設立を認めているにもかかわらず、1935年の合併を設立と主張している。

## 作品

### 長編映画
1937年に起きたフォックスの映画保管施設の火災により、1932年以前に製作されたフォックスの長編映画の最高品質のコピーを含む4万本以上のネガとプリントが焼失した。別の場所に保管されていたコピーにより、多くの作品が何らかの形で残ったが、1930年以前のフォックスの長編映画の75%以上が完全に失われた。

### ニュース映画

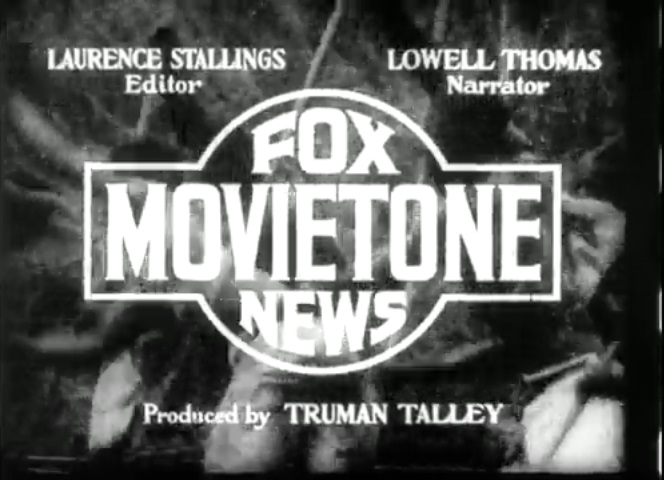
1935年フォックス・モビエトーン・ニュースのニュース映画のタイトルカード

1919年、フォックスは、ハースト社のメトロトーン・ニュース、インターナショナル・ニューズリール、パテ・ニュースといった既存のシリーズに対抗して、サイレント・ニュース映画のシリーズを開始した。フォックス・ニュースは1919年10月11日に公開され、その後、毎週水曜日と日曜日に発行された。ウッドロウ・ウィルソン大統領が手紙でこのニュース映画を支持したことで、フォックス・ニュースは既存の競合他社よりも優位に立った。その後もフォックス・ニュースは、パンチョ・ビラ、飛行船ローマ、クー・クラックス・クラン、1922年のベスビオ山の噴火など、国際的な大事件をしばしば独占的に報道し、ニュース映画業界の主要な存在となった。このサイレント・ニュースリール・シリーズは1930年まで続いた。
1926年には、子会社のフォックス・ムービートーン・コーポレーションが設立され、フォックスが最近獲得したサウンド・オン・フィルム技術を使ってニュース映画を制作することになった。最初のニュース映画は1927年1月21日に公開された。その4ヵ月後の5月25日には、チャールズ・リンドバーグの大西洋横断飛行の出発を録音したものが公開され、映画史家のレイモンド・フィールディングは「重要な意味を持つ最初のサウンドニュース映画」と評した。ムービートーン・ニュースは、同年12月3日にニュース映画のレギュラー番組としてスタートした。このシリーズは、20世紀映画との合併後も1963年まで制作され、その後も映画産業のストック映像の供給源として20世紀フォックスに提供されている。
フォックスの初期の長編映画とは異なり、フォックス・ニュースとフォックス・ムービートーン・ニュースのライブラリーはほぼ残っている。初期のシリーズとその音声後継機の一部は現在サウスカロライナ大学が保有しており、残りのフォックス・ムービートーン・ニュースはまだ会社が保有している。

### 連続活劇
フォックス映画は一時的に連続活劇を試み、1920年には15話の『bride 13』と20話の『ファントマ』を公開した。しかし、ウィリアム・フォックスは、連続活劇で利益を上げるために作品の質を落とすことを嫌ったため、その後、連続活劇は製作されなかった。

### 短編映画
フォックスでは、様々なタイプの1リール、2リールの短編映画が何百本も製作された。1916年に始まったサンシャイン・コメディ部門では、2リールのコメディ・短編映画を制作した。ロイド・ハミルトンが主演した1917年の『Roaring Lions and Wedding Bliss』を筆頭に、その多くはマック・セネットの人気作品に対抗するためのスラップスティックであった。サンシャインは音が出るようになるまで続けられた。その他の短編映画シリーズには、「インペリアル・コメディ」、「ヴァン・ビバー・コメディ」（アール・フォックス出演）、「オー・ヘンリー」、「ヘレンとウォーレンの結婚生活」、「フォックス・バラエティー」などがあった。1930年代初頭にフォックスがスペイン語映画に進出した際にも短編映画があった。